# 安老服務計劃方案
行政長官在2014年的《施政報告》中宣布，委託安老事務委員會籌劃「安老服務計劃方案」(簡稱ESPP)，目標將香港的安老服務規劃至2030年。為研究和跟進有關的工作，安委會成立「安老服務計劃方案工作小組」，並委聘香港大學社會工作及社會行政學系，成員包括來自其他大學學者的顧問團隊提供協助。有關「計劃方案」的研究於2014至2017年進行，分三個階段，分別為「訂定範疇階段」(2014年10月至11月)、「制訂建議階段」(2015年6月至8月)及「建立共識階段」(2016年10月至12月)。

### 「計劃方案」的整體原則及策略方針

#### 願景
敬老、愛老、護老

#### 使命
老有所屬、老有所養、老有所為

#### 整體原則
尊嚴、生活質素、長者友善、積極和豐盛人生、居家安老、著重使用者選擇、共同承擔責任、將資源投放給最有需要的人士、財政可持續性、社會共融及平等機會

#### 主要策略方針
1. 加強社區照顧服務以達至「居家安老」和減少住院比率
2. 確保知情權及為長者適時提供具質素的服務
3. 安進一步提升服務效率並整合各項服務
4. 確保安老服務的財政可持續性並鼓勵責任承擔

## 社會反應

### 正面評價

#### 攜手規劃更全面和可持續的安老藍圖
時任勞福局局長張建忠在網誌中表示，有關ESPP諮詢將為香港社會訂立一套至2030年，更全面和可持續的安老策略。安委會為此成立一個工作小組跟進，並委聘香港大學社會工作及社會行政學系，聯同其他大學學者的顧問團隊協助。三個階段的公眾參與活動，廣泛收集不同持份者的意見，亦檢視了安老服務的現況、過往安老服務相關的討論文件等。因此，計劃方案將會檢視過往的研究和經驗，同時吸納各界的意見，制訂全面和可持續的安老策略。

### 安老服務計劃方案關注大聯盟
「安老服務計劃方案關注大聯盟」(下稱「聯盟」)是由一群關注「安老服務計劃方案」的團體於2016年組成，當中包括長者、照顧者、社工、前線照顧員、服務提供機構成員代表及立法會議員。「安老服務計劃方案」將影響深遠，將影響至2030年安老服務。因此，各持份者，特別是服務使用者的參與及意見實不可少。然而，聯盟認為方案諮詢草率，諮詢方法存有問題，使業界、服務使用者、照顧者的聲音都未能反映，故組成關注聯盟，表達意見。
1. ↑  . www.lwb.gov.hk.   [2017-01-20]. （原始内容存档于2019-10-10） （中文（香港））.